# Мавроплагија
Мавроплагија (грч. Μαυροπλαγιά) је насељено место у општини Кукуш у периферији Средишња Македонија, Грчка. Према попису из 2021. године било је 30 становника.
Према бугарском географу и историчару, Василу Канчову, у Мавроплагији је 1900. године живело 120 Турака. Године 1924. турско становништво је принудно исељено у Турску а на њихово место су се населиле грчке избегличке породице из Турске. На попису из 1928. године Мавроплагија је имала 213 становника. Село се раније звало Кара Махмутли.